# William Donald Hamilton
William Donald Hamilton (1. srpna 1936, Káhira – 7. března 2000, Londýn) byl britský přírodovědec, populační genetik a evoluční biolog.

## Život
Narodil se v roce 1936 v Káhiře novozélandskému stavebnímu inženýrovi A. M. Hamiltonovi a jeho ženě Bettině Collierové. Rodina teprve později přesídlila do Kentu v Anglii. W. D. Hamilton absolvoval Univerzitu v Cambridgi a následně i University College London a London School of Economics. Roku 1968 získal doktorát. Postupně pracoval pro Imperial College London (od roku 1964), Muzeum zoologie Michiganské univerzity (od roku 1977, profesor a kurátor sbírek) a Oxfordskou univerzitu, kde od roku 1984 zastával pozici výzkumného profesora Královské společnosti.
W. D. Hamitlon byl jedním z vůdčích evolučních biologů své doby. Společně s Georgem C. Williamsem byl jedním z průkopníků genocentrického pojetí evoluce. Podle Hamiltona a Williamse se při studiu určitého znaku nelze ptát, čím tento znak zvýhodňuje svého nositele, ale čím zvýhodňuje alelu, jež je za jeho vznik zodpovědná. Tento koncept následně roku 1976 zpopularizoval Richard Dawkins ve své knize Sobecký gen a je znám jako teorie sobeckého genu. Ve svých pracích se Hamilton zabýval sociobiologickými problémy, především vlivem genetické příbuznosti na rozvoj altruismu. Roku 1964 zavedl koncept inkluzivního fitness a jeho jméno nese Hamiltonovo pravidlo příbuzenského výběru, jež predikuje podmínky, za kterých by se jeden jedinec pravděpodobně choval altruisticky vůči jedinci druhému.
V průběhu 70. a 80. let 20. století se zaobíral původem pohlavního rozmnožování. Modifikoval efekt červené královny a představil hypotézu, podle níž umožňují genetické rekombinace probíhající v průběhu tvorby pohlavních buněk produkovat variabilnější potomstvo, což je přímým důsledkem závodu ve zbrojení s rychle se vyvíjejícími patogeny a parazity. Se studentkou Marlene Zukovou představil rovněž hypotézu, podle níž okázalé opeření samců některých ptáků indikuje jejich odolnost vůči parazitům, přičemž samice tyto zdravé samce preferují prostřednictvím pohlavního výběru. W. D. Hamilton se zabýval i mnoha dalšími problémy evoluční biologie a sociobiologie, mj. evolucí stárnutí, příčinami nestejného poměru pohlaví, spoluprací mezi nepříbuznými jedinci aj.
Na přelomu tisíciletí vedl W. D. Hamilton expedici do Konga, kde testoval kontroverzní hypotézu, že virus lidské imunitní nedostatečnosti (HIV) vznikl při pokusech s vakcínou proti dětské obrně prováděných v Africe v 50. letech 20. století. Hamilton se zde však nakazil malárií a zemřel v Londýně v roce 2000 ve věku 63 let.

## Z díla
- HAMILTON, W.D. The genetical evolution of social behaviour. I. Journal of Theoretical Biology. 1964-07, roč. 7, čís. 1, s. 1–16. doi:10.1016/0022-5193(64)90038-4. (anglicky)
- HAMILTON, W.D. The genetical evolution of social behaviour. II. Journal of Theoretical Biology. 1964-07, roč. 7, čís. 1, s. 17–52. doi:10.1016/0022-5193(64)90039-6. (anglicky)
- HAMILTON, W.D. The moulding of senescence by natural selection. Journal of Theoretical Biology. 1966-09, roč. 12, čís. 1, s. 12–45. doi:10.1016/0022-5193(66)90184-6. (anglicky)
- HAMILTON, W. D. Extraordinary Sex Ratios: A sex-ratio theory for sex linkage and inbreeding has new implications in cytogenetics and entomology.. Science. 1967-04-28, roč. 156, čís. 3774, s. 477–488. ISSN 0036-8075. doi:10.1126/science.156.3774.477. (anglicky)
- HAMILTON, W.D. Geometry for the selfish herd. Journal of Theoretical Biology. 1971-05, roč. 31, čís. 2, s. 295–311. doi:10.1016/0022-5193(71)90189-5. (anglicky)
- AXELROD, Robert; HAMILTON, William D. The Evolution of Cooperation. Science. 1981-03-27, roč. 211, čís. 4489, s. 1390–1396. ISSN 0036-8075. doi:10.1126/science.7466396. (anglicky)
- HAMILTON, William D.; ZUK, Marlene. Heritable True Fitness and Bright Birds: A Role for Parasites?. Science. 1982-10-22, roč. 218, čís. 4570, s. 384–387. ISSN 0036-8075. doi:10.1126/science.7123238. (anglicky)